# جون بارك (لاعب كرة قدم)
جون بارك (بالإنجليزية: John Parke)‏ هو لاعب كرة قدم بريطاني في مركز الدفاع، ولد في 6 أغسطس 1937 في Bangor, County Down ‏ في المملكة المتحدة، وتوفي في 27 أغسطس 2011 في بلفاست في المملكة المتحدة بسبب مرض آلزهايمر. شارك مع منتخب أيرلندا الشمالية لكرة القدم. أما مع النوادي، فقد لعب مع كيه في ميخيلين ونادي سندرلاند ونادي لينفيلد ونادي هيبرنيان.

## وصلات خارجية
- جون بارك (لاعب كرة قدم) على موقع قاعدة بيانات كرة القدم.إي يو (الإنجليزية)
- جون بارك (لاعب كرة قدم) على موقع ناشيونال فوتبول تيمز (الإنجليزية)